# Leslie Carrara
Leslie Carrara-Rudolph (Walnut Creek (Californië), 9 december 1963) is een Amerikaans poppenspeelster, zangeres en stemactrice die onder andere bekend is van haar werkzaamheden met Jim Hensons Muppets.
Haar eerste werk met de Muppets was voor de komische poppenserie Muppets Tonight, waar haar bekendste personage Spamela Hamderson was, in de terugkerende sketch "Bay of Pigswatch", een parodie op Pamela Andersons personage in Baywatch. Daarnaast speelde ze poppen in onder meer Animal Jam en de Disney-poppenserie Johnny and the Sprites. Sinds 2006 speelt ze het leerling-feetje Abby Cadabby in Sesame Street, dat inmiddels een vaste plaats heeft veroverd tussen de hoofdpersonages zoals Grover en Elmo.
Naast haar werk als poppenspeelster staat ze geregeld op het toneel in haar eigen comedyshows, zowel voor kinderen als voor volwassenen.
Carrara's man Paul Rudolph werkte als muziekcoördinator voor Muppets Tonight.